# آيوا آيرون ووركس
شركة آيوا آيرون ووركس Iowa Iron Works (أعيدت تسميتها إلى Dubuque Boat and Boiler Works) في عام 1904، كانت شركة تصنيع تأسست في دوبيوك في آيوا في عام 1883. 
تم بناء الزروق سبراغ في عام 1901، وكان أكبر زورق قطر يعمل بالبخار في العالم.  وفي عام 1907، سجل سبراغ رقمًا قياسيًا عالميًا على الإطلاق في القطر: 60 بارجة من الفحم، تزن 67307 طنًا، وتغطي مساحة قدرها 60 بارجة من الفحم.61⁄2 فدان، وقياسها 925 قدم (282 م) بمقدار 312 قدم (95 م).  ويوجد نموذج لسبراغ في متحف نهر المسيسيبي الوطني في دوبيوك في آيوا.